# 聯邦快遞14號班機事故
聯邦快遞14號班機是由新加坡經檳城、台北、安克雷奇飛往紐瓦克的貨運航班。1997年7月31日，執飛該航班的一架麥道MD-11貨機在紐瓦克機場降落時墜毀，機身翻覆並起火，但無人死亡。
此次事故與聯邦快遞80號班機一同拍攝為《空中浩劫》第十四季第五集「Death At Narita」。

## 事故概述
FX14號班機從新加坡起飛，順次經停檳城、台北、安克雷奇前往紐瓦克，當時機上除機長和副機長之外還有3名乘客。航行途中，機組人員擔心飛機降落時的剎停距離不足，機長試圖讓飛機早些在跑道上降落。飛機起飛時，左側發動機的推力反向器仍有故障，自動制動器亦會在降落時發生故障。由於對跑道數據認識有誤，機組人員以為飛機的煞停距離將會更短。
飛機在紐瓦克機場的22R跑道觸地時發生彈跳，在第二次觸地時三號發動機（右側機翼下方）與跑道碰撞，飛機繼續右偏，直至右側機翼大梁斷裂，刮蹭产生的火花迅速点燃了油箱导致飞机迅速爆炸。機上5人全部通過駕駛艙擋風窗逃離，飛機上的貨品亦被大火完全焚化。

## 涉事航機
發生事故的貨機是一架生產序列號48603、生產線編號553的麥道MD-11F，使用三台通用電氣CF6-80C2D1F發動機，註冊編號為N611FE。該機於1993年9月交付使用，在墜毀前累計飛行13,034小時，起降2,950次，亦曾發生兩次事故。1994年1月，該機在孟菲斯国际机场降落時發生彈跳，機腹受損，10個月後又在安克雷奇發生機尾觸地事故。擦尾事故之後不久，該機的機尾接受永久性修復，對機腹的修復亦於1995年8月的C級檢修中進行。

## 調查
美國國家運輸安全委員會對此事故進行了調查並作出報告。報告顯示，事故的可能原因是機長在飛機降落時對飛機過度控制，在首次降落後復飛失敗。在跑道上空17英尺，機長試圖降低機鼻仰角，以實現較早的觸地，隨即增大仰角以降低下降的速率，之後再次減小仰角以使飛機不離開跑道。然而這些操作為時過晚，飛機下降率過高且向右滑行，使右起落架支柱在二次觸地時損壞右側機翼大梁並戳穿機翼油箱，導致飛機起火。

## 航班號
聯邦快遞現時仍然使用14這一航班號，路線為香港-台北-安克雷奇-孟菲斯。

## 外部連結
- 航空安全网上的事故资料

- Airliners.net 事發現場照片 （页面存档备份，存于）